# Glenea pseudoperia
Glenea pseudoperia là một loài bọ cánh cứng trong họ Cerambycidae.